# Taquaral de Goiás
Taquaral de Goiás é um município brasileiro do estado de Goiás.

## História
Taquaral de Goiás tem sua origem ligada a uma Missa celebrada na residência de Gustavo Moreira Coelho, na fazenda Brandão. Consta-se que após a celebração, o então vigário de Itaberaí, sugeriu ao Sr. Gustavo a formação do vilarejo. Este acatou a sugestão e mobilizou os amigos e conhecidos lançando a ideia. Logo em seguida partindo para escolha do local, sendo aprovado o da Fazenda Taquaral.
Com o local escolhido e aprovado, o grupo constituído por Gustavo Moreira Coelho, Aurélio de Oliveira, Miguel Freire, Sebastião Moreira, Joaquim Pereira Souza, Manuel Prudêncio Sobrinho, Francisco Aleixo de Siqueira, Joviano Souto e Marcelino Galdino, fizeram a doação de terras para formar o patrimônio, cuja primeira denominação foi São Miguel de Taquaral.
Foi elevado à categoria de Distrito através da lei nº 86 de julho de 1958, votada na Câmara Municipal de Itaberaí, já com o nome de Taquaral, por estar às margens do córrego de mesmo nome. Em 1963, foi emancipada, desmembrando-se do município de Itaberaí. Sua instalação solene ocorreu em 1º de janeiro de 1964, sendo escolhido como primeiro prefeito o Sr. Benedito Moreira Rodrigues. Em 1968 o município foi elevado à categoria de Comarca, tendo como primeiro juiz o Dr. Francisco Elieser Lobo Fleury.
Em suas festas comemorativas, destacam-se o aniversário da cidade, 1º de outubro e a festa do padroeiro, São Miguel em 29 de setembro". (SILVA, 1998, p. 831-832)

## Indústria
É considerado pioneiro em confecções de lingerie. Taquaral se tornou um importante Polo de Moda Íntima do Estado de Goiás. Milhares de pessoas passam por Taquaral anualmente para comprar os produtos de moda íntima da cidade e depois revendê-los.

## Geografia
Sua população estimada em 2016 era de 3.625 habitantes. É conhecida como a capital brasileira da confecção de moda íntima, em 2007 aproximadamente 2.000 empregos diretos e em 2012 contava com mais de 200 fábricas de lingerie. Graças a esse comércio, a cidade de tem um baixíssimo índice de desemprego, chegando a quase zero. Tem em seu município também uma grande quantidade de plantação de bananas, sendo um grande exportador. Localizada nas proximidades da Serra do Brandão, situa-se a 80 km de Goiânia, capital do Estado de Goiás.
Sua localização é abundante em fauna e flora por possuir em suas redondezas a Serra do Brandão, com suas cascatas de água cristalina e seus cenários paradisíacos.
Em 2007 constitui-se umas das melhores municípios do estado na questão de emprego, pois o índice de desemprego no município foi reduzido a zero.[carece de fontes?]

### Rodovias
- GO-154 e GO 330

## Administração
- Prefeito: Lorena Machado Neri - PDT (2025-2028)
- Vice-prefeito: Dr. Itisuke - Republicanos (2025 - 2028)
- Presidente da câmara: Renato Rodrigues da Silva - PHS (2017/2018)

## Turismo
Nos meses de maio e setembro são realizadas as tradicionais festas de barracas, com novenas e leilões. No mês de maio a festa é realizada em louvor a São Sebastião e em setembro em louvor ao padroeiro da cidade São Miguel. Também são comemoradas a famosa festa do Padroeiro.